# CT Apa (D-13)
CT Apa (D-13) foi um navio de guerra brasileiro do tipo contratorpedeiro.

## Origem do nome
O CT Apa (D-13) foi o terceiro navio a ostentar esse nome na Marinha do Brasil, em homenagem a esse rio no Mato Grosso, na divisa do Brasil com o Paraguai.

## História
O Apa foi construído pelo Arsenal de Marinha do Rio de Janeiro. Teve sua quilha batida em 28 de dezembro de 1940, foi lançado e batizado em 30 de maio de 1945. Pertence a Classe Amazonas. Seu primeiro comandante foi o Capitão-de-fragata Nilo de Figueiredo Costa. O futuro Ministro da Marinha, Augusto Rademaker, esteve no comado do navio de fevereiro de 1951 a março de 1952.
Em 1963, o Contratorpedeiro Apa, e seu irmão, o Contratorpedeiro Apa, juntamente com outros navios da Esquadra brasileira, foi mobilizado para o nordeste brasileiro devido ao episódio denominado Guerra da Lagosta, envolvendo meios da Marinha Francesa. O Apa quando atracado no porto de Recife, para descarga de uma carga de torpedos, ficou inoperante por defeito em seus geradores elétricos e nos destiladores de água salgada que abasteciam o navio.